# Scina spinosa
Scina spinosa är en kräftdjursart. Scina spinosa ingår i släktet Scina och familjen Scinidae. Inga underarter finns listade i Catalogue of Life.